# Fusión Humor
Fusión Humor fue un cuarteto humorístico chileno, estaba compuesto por originalmente por Papaya, Rulo, Cebolla y Bodoque hasta 2017, dónde Papaya sale del conjunto para la posterior integración de; León, Crea Beatbox y Microbio, (nombres artísticos).
Su estilo de humor correspondió al humor circense, mimo, payaso y malabarismo.

## Exintegrantes
- Diddier Marín - Bodoque (2009 - 2023) *
- Adrián Correa - Cebolla (2009 - 2023) *
- Julio Caneo - Rulo (2009 - 2020) *
- David Silva - Papaya (2009 - 2017) *
- Diego Ahumada - Crea Beatbox (2014 - 2023)
- Christian Venegas - León (2018 - 2023)
- Sebastián Lillo - Microbio (2021 - 2023)

Los asteriscos (*) destacan a los miembros originales del cuarteto de humor.

## Trayectoria
En 2011, el grupo era reconocido por hacer humor en la zona central. A principios de 2010, presentaban rutinas callejeras en la Región de Valparaíso, específicamente en Viña del Mar. Por un tiempo, Fusión Humor era apadrinada por el legendario humorista chileno Mauricio Medina (El Indio). En 2012, luego de que decidieran independizarse, el cuarteto comenzaría a presentarse en televisión abierta, siendo considerados como grupo revelación del humor en Chile. Primero aparecieron en el programa El rey del show del canal Chilevisión, el cual consistía en una competencia de humoristas, los cuales irían eliminándose hasta llegar a la final, el ganador iría al Festival de Viña del Mar 2013. Fusión Humor llegó a la final de la competencia, pero debido al voto telefónico del público quedaron en tercer lugar. Luego de su participación en El rey del show, comenzarían a aparecer en el programa de La Red Mentiras Verdaderas, haciendo un humor más picaresco y sin censura.
En 2013, Fusión Humor ingresó al programa también de competencia Hazme reír, donde eran unos de los favoritos a ganar. Cada semana presentaban una buena rutina, donde vencieron a sus competidores en dos semanas, logrando llegar a la final; esta vez, Fusión Humor ganaría su primer programa de competencia, el Hazme reír. El cuarteto buscó incesantemente una oportunidad para subirse al escenario más grande de Latinoamérica, el Festival de la Canción de Viña del Mar, sin embargo, en 2014 no fueron invitados.
Ese mismo año, Fusión Humor al no ser invitado al Festival de Viña del Mar, fueron invitados al Festival Viva Dichato 2014, donde se presentarían por primera vez a un festival, causando furor y marcando un pico de sintonía récord de 31.8.
El año 2014 Fusión Humor participó en la Gira de la Teletón, en la Gira Teletón del Norte, y su Gira Teletón hacia el Sur, participando en la mayoría de las paradas intermedias.
El año 2015 fueron invitados por Televisión Nacional de Chile a participar en el Festival de la Independencia de Talca, celebrando el hecho de que se haya firmado el 12 de febrero de 1818 en Talca el Acta de Independencia Chilena.
El año 2016 también participó en el XLVII Festival del Huaso de Olmué también organizado por Televisión Nacional de Chile marcando éxito de sintonía, el mismo año, Bodoque tuvo un accidente automovilístico donde fue atropellado por un camión, meses después los llamaron para participar en el primer festival de invierno transmitido por Televisión Nacional de Chile llamado EO EO EO.
El año 2017, David Silva, más conocido como Papaya, tomó la decisión de abandonar Fusión Humor, ya que según él, ya no se sentía cómodo en el grupo. En 2018, León llegó al grupo para interpretar a un personaje similar al de Papaya, pero un poco menos serio (y más hediondo). El mismo año se presentaron por segunda vez en el Festival de la Independencia de Talca.
Fusión Humor intenta llegar al festival de viña 2019. Pero finalmente, después de tantos intentos por llegar al Festival de Viña, fueron confirmados para la edición del 2020, donde ganaron gaviota de plata y de oro y todavía les quedaba rutina que dar.
En 2020, Julio Caneo, quien interpretaba a Rulo, se fue del grupo para dedicarse a desarrollar su contenido cómico en solitario, realizando espectáculos de stand-up comedy a lo largo y ancho del país. A pesar de su inesperada salida, el grupo ha asegurado que siguen en contacto con Rulo, su amigo y compañero de tantos años de aventuras.
En la actualidad Rulo se encuentra realizando espectáculos de stand-up comedy y entregando contenido cómico en sus redes sociales.
En 2021, posterior a la pandemia, se incorpora Microbio (Sebastián Lillo), gran payaso chileno y nieto del famoso Tony Caluga e hijo del Caluga Jr., en el cual Microbio ya había participado con ellos en el programa Hazme reír de Chilevisión.
En 2023, debido a la pandemia, el quinteto se separa.

## Televisión

### Programas
| Año  | Canal       | Título               | Notas                 |
| ---- | ----------- | -------------------- | --------------------- |
| 2012 | Chilevisión | El rey del show      | Finalistas, 3° lugar. |
| 2012 | La Red      | Mentiras verdaderas  | Humor sin censura.    |
| 2013 | Chilevisión | Hazme reír           | Finalistas, 1° lugar. |
| 2013 | Mega        | Coliseo de selección | Invitado              |

### Festival
| Año  | Canal        | Festival                              |
| ---- | ------------ | ------------------------------------- |
| 2014 | Mega         | Festival Viva Dichato                 |
| 2015 | TVN          | Fiesta de la Independencia Talca 2015 |
| 2016 | TVN          | XLVII Festival del Huaso de Olmué     |
| 2018 | TVN          | Fiesta de la Independencia Talca 2018 |
| 2018 | N/A          | 'Feria AGA de San Fernando'           |
| 2019 | Canal 13     | Festival de Las Condes 2019'          |
| 2020 | TVN/Canal 13 | Festival de Viña 2020                 |
| 2022 | Canal 13     | Festival de Las Condes 2022'          |